# Meteorism
Prin meteorism se înțelege o acumulare de gaze în intestin, care se manifestă prin creșterea în volum a abdomenului.
Meteorismul se deosebește de balonarea abdominală, care corespunde unei senzații subiective de tensiune intraabdominală, fără a se manifesta întotdeauna o creștere reală a cantității de gaz din intestin.
Un meteorism poate să fie observat, de asemenea, în bolile organice digestive (colecistite, pancreatite), precum și în bolile funcționale (enterocolite, aerofagie), în care este deteriorată doar funcția digestivă, fără a fi afectat și organul.
Tratamentul meteorismului este cel al cauzei sale. Plantele medicinale utilizate în meteorism se numesc „carminative” și conțin uleiuri volatile și taninuri care inhibă procesele fermentative, în cazul în care simptomul este determinat de aceste procese.
Plantele indicate pentru reducerea balonării sunt următoarele: anason, anghinare, busuioc, coriandru, fenicul, maghiran, roiniță, salvie, sovârf, ghimbir, obligeană. Cărbunele vegetal este și el indicat pentru absorbția gazelor.